# Arcane Roots
Arcane Roots est un groupe de rock alternatif britannique, originaire de la ville de Kingston upon Thames, en Angleterre. Le groupe est formé en 2007 par le guitariste et vocaliste Andrew Groves ainsi que le batteur Daryl Atkins. L'album de leur début Left Fire est sorti en février 2011, et a reçu beaucoup de critiques de la presse.
Le groupe finit sa première tournée en juin 2011 avec un passage au Sonisphere et au Heavy festival. Arcane Roots a été contacté afin d'enregistrer Smells Like Teen Spirit, une reprise de Nirvana pour le disque hommage Nevermind Forever réalisé par le magazine Kerrang!. Arcane Roots finit l'enregistrement de l'album Blood and Chemistry en janvier 2013, et est publié le 6 mai 2013. Leur second album Melancholia Hymns parait en 2017.

## Biographie

### Débuts (2005–2008)
Andrew Groves et Daryl Atkins se rencontrent au Reigate College de Surrey, pendant leurs études sur la technologie musicale. Le duo finira par vouloir produire ses propres chansons et s'associent en 2006 au bassiste Frank Tiramani. Le groupe enregistre immédiatement un set de cinq titres (Factions, Spark, What You Call It, What Becomes You et Peaches) et commencent à tourner au sud-est de Londres distribuant leur CD gratuitement puis jouant pour le groupe franco-canadien Malajube au 100 Club de Londres en septembre 2007.
À la fin 2007, le groupe enregistre trois nouvelles chansons (Casualties, An Easy Smile et Humanism is a Condition) ainsi que des versions retravaillées de What Becomes You et Becoming of Age, issues de leur précédente démo, pour un nouvel EP cinq titres intitulé Brave the Sea. Brave the Seaest produit et enregistré par Chris Coulter, qui travaillera aux Stakeout Studios de Richmond. Brave the Sea.

### Arcane Roots(2008–2009)
Alors que Frank passe un peu de temps loin du groupe, Andrew et Daryl écrivent un nouvel EP qui démarre juste à la fin des enregistrements de Brave the Sea avec Chris Coulter. Dans les mois qui suivent, le groupe enregistre trois chansons ; Nylon, Rouen et Long and Low. Cependant, des problèmes financiers mèneront à l'avènement de deux seuls morceaux : Nylon et Rouen. Leur EP homonyme est distribué en concert. Il est bien accueilli par la presse locale, et leur permet de signer un contrat ; en décembre la même année, le groupe annonce qu'Adam Burton remplace Frank.

### Left Fire(2009–2012)
Au printemps 2009, Adam Burton rejoint le groupe pour remplacer le précédent bassiste. Le groupe commence à travailler sur un mini album avec le producteur Chris Coulter. Le premier single, You Are, sort en décembre 2011. L'album contient le titre Rouen, ainsi qu'une chanson qui n'est jamais sortit, Long & Low.
Le groupe assure la première partie du groupe Twin Atlantic en novembre 2011, et Dry The River en octobre 2012.

### Blood and Chemistry(2012–2014)
Leur premier album, Blood and Chemistry, est sorti le 6 mai 2013 aux formats CD et vinyle. Le groupe assure la première partie de Muse pour les dates en Italie et en Suisse. Le groupe assurera également quelques dates pour le groupe Biffy Clyro, notamment lors du passage à Paris en novembre 2013. Ils jouent aussi avec Muse à la partie européenne de leur tournée The 2nd Law World Tour jouant des dates suisses et italiennes.

### Heaven and Earth(depuis 2014)
Le 29 juin 2015, le groupe annonce le départ d'Atkins. Pour le reste de leur tournée en 2015, il est remplacé par Jack Wrench du groupe In Dynamics. Wrench est ensuite confirmé comme membre officiel d'Arcane Roots le 20 mars 2016. Le 16 octobre 2015 sort l'EP Heaven and Earth chez Easy Life Records. Leur deuxième album Melancholia Hymns parait en 2017.

## Membres

### Membres actuels
- Andrew Groves - guitare, chant (depuis 2006), claviers (depuis 2016)
- Adam Burton - basse, chœurs (depuis 2008)
- Jack Wrench - batterie, chœurs (depuis 2016)

### Anciens membres
- Frank Tiramani - basse (2006-2008)
- Daryl Atkins - batterie, chœurs (2006-2015)

## Discographie

### Albums studio
- 2013 : Blood and Chemistry
- 2017 : Melancholia Hymns

### EPs
- 2008 : Brave The Sea
- 2009 : Arcane Roots
- 2011 : Left Fire
- 2015 : Heaven & Earth
- 2018 : Landslide